# Emanuele Piazza
Emanuele Piazza (Palermo, 8 dicembre 1960 – Capaci, 16 marzo 1990) è stato un poliziotto e agente segreto italiano.
È stato assassinato nel 1990 in circostanze mai del tutto chiarite, ad opera di Cosa nostra, ma il corpo non venne mai ritrovato. Del suo caso si occuparono tra l'altro le trasmissioni televisive Chi l'ha visto? (1990–1991), Dritto e rovescio (1995) e Blu notte - Misteri italiani (5x04 - 2003).

## Biografia
Iniziò la sua carriera nella Polizia di Stato, presso la scuola allievi guardie Alessandria. Successivamente assegnato alla Scuola Tecnica Polizia Roma (addestramento metodico con tutte le armi in dotazione) Centro Sportivo Sezione Lotta Fiamme Oro. Dal gruppo sportivo d'ufficio, viene assegnato all'Ispettorato Quirinale servizio scorta dell'allora Presidente della Repubblica Sandro Pertini ed infine assegnato al centro Interprovinciale Criminalpol della Questura di Roma.
Successivamente, dimessosi ritorna nella propria città natale, operò come agente dei servizi segreti italiani nel SISDE, occupandosi della ricerca di soggetti latitanti. Riuscì a far arrestare il latitante mafioso Giovanni Sammarco ed in seguito ad una perquisizione furono trovate armi, autovetture e motocicli all'interno del quartiere popolare di Palermo denominato Zen. 
Emanuele Piazza scompare dalla propria abitazione di Palermo in località Sferracavallo, il 16 marzo 1990.

## Le indagini sulla scomparsa e sul delitto
Il giorno seguente la sua scomparsa (sabato) avrebbe dovuto partecipare alla festa di compleanno del padre Giustino, ma non si presenta. Preoccupati, il padre ed il fratello Andrea si recano a casa di Emanuele riscontrando la sua assenza e notando in cucina della pasta già cotta ed una scatola aperta di cibo per il cane, un rottweiler di nome Ciad. Il giorno successivo il padre Giustino Piazza, noto avvocato, accompagnato dal fratello Andrea presenterà denuncia di scomparsa innanzi la squadra mobile di Palermo. Nonostante le sollecitazioni del padre, da quel momento amici e referenti di Emanuele Piazza alzano un muro di silenzio sui loro rapporti, arrivando persino a negare che lavorasse per il Sisde, sin quando il Procuratore della Repubblica Aggiunto Giovanni Falcone dopo molteplici smentite acquisisce conferma ufficiale dal direttore del servizio per le informazioni e la sicurezza democratica Riccardo Malpica, che Piazza fosse stato assunto come agente in prova: era il 22 settembre del 1990. La notizia della scomparsa di Emanuele Piazza venne pubblicata a distanza di sei mesi, il primo articolo fu pubblicato dal giornalista del quotidiano la Repubblica Francesco Viviano.
La ricostruzione dei fatti avvenne grazie alle rivelazioni di due collaboratori di giustizia (Francesco Onorato e Giovan Battista Ferrante), tra cui il suo stesso assassino, Francesco Onorato: quel 16 marzo Emanuele viene attirato fuori dalla sua abitazione da Onorato, ex pugile e suo vecchio compagno di palestra, con la scusa di cambiare un assegno in un negozio di mobili di Capaci (a pochi minuti di distanza da Sferracavallo). Onorato condusse Piazza in uno scantinato dove l'agente venne strangolato. In seguito il suo cadavere venne sciolto nell'acido in un casolare della campagna di Capaci, a poche centinaia di metri dal luogo dove nel 1992 troverà la morte lo stesso giudice Falcone.
Con sentenza irrevocabile in data 20 maggio 2004 sono stati condannati gli autori materiali dell'omicidio dell'agente Piazza nelle persone di: Salvatore Biondino, Giovanni Battaglia, Antonino Troia, Salvatore Biondo "il corto" (classe 1955), Simone Scalici, con altra sentenza divenuta irrevocabile Salvatore Biondo "il lungo" (classe 1956) e i collaboratori di giustizia Francesco Onorato e Giovan Battista Ferrante.
Probabilmente Salvatore Biondino (braccio destro e tratto in arresto insieme a Salvatore Riina) era al corrente di chi fosse Emanuele Piazza e soprattutto che avesse il compito assegnato dai servizi segreti (altamente riservato) di ricerca dei latitanti. L'ordine dell'omicidio sarebbe stato impartito dunque perché Piazza era diventato troppo scomodo. I familiari di Emanuele Piazza hanno destinato una parte del risarcimento all'Associazione Emanuele Piazza ONLUS, operante prevalentemente all'interno del quartiere San Filippo Neri di Palermo (ZEN).

## Le dichiarazioni dei pentiti di mafia
Stando alle notizie raccolte da Falcone, Emanuele Piazza avrebbe collaborato ufficialmente coi servizi dal 13 novembre 1989 al 13 febbraio 1990 per la cattura dei latitanti. Le sue soffiate avevano prodotto un paio di arresti ed il reperimento di una base d'appoggio per killer mafiosi e gli sarebbe anche stata consegnata una lista di latitanti da cercare stilata su carta intestata del ministero dell'Interno, tra cui spiccava anche Salvatore Riina.
Secondo il collaboratore Onorato, in una di queste occasioni, Piazza venne notato da Salvatore Biondino, della famiglia mafiosa di San Lorenzo e braccio destro di Totò Riina (con cui verrà catturato), mentre scambiava amichevolmente quattro chiacchiere con lui. Poco dopo, Biondino rimproverò Onorato dicendogli: “Che fai, ti abbracci con gli sbirri?”.
Nel 1996 il collaboratore di giustizia Francesco Elmo, già studente universitario con simpatie di destra e poi faccendiere implicato in vari traffici illeciti, raccontò ai magistrati che Emanuele Piazza sarebbe stato un reclutatore di agenti per conto di una imprecisata "struttura" di Gladio di cui avrebbero fatto parte uomini delle istituzioni (tra cui il funzionario di polizia Bruno Contrada), politici, civili, militari e mafiosi, che sarebbe stata coinvolta in numerosi fatti di cronaca della storia siciliana di quegli anni (gli omicidi Mattarella, Reina, La Torre, Chinnici, Insalaco, le stragi di Pizzolungo, Capaci, via d'Amelio e il fallito attentato all'Addaura). Tuttavia tali dichiarazioni non trovarono riscontri significativi.
Nel 2009 il collaboratore di giustizia Vito Lo Forte dichiarò che Emanuele Piazza ed Antonino Agostino riuscirono ad impedire che l'attentato dell'Addaura contro il giudice Giovanni Falcone si compisse, fingendosi sommozzatori e rendendo inoffensivo l'ordigno nelle ore notturne antecedenti al ritrovamento. Tuttavia nel 2011 il pool di periti nominati dal gip di Caltanissetta Lirio Conti ha stabilito che il Dna delle cellule epiteliali, estratte dalla muta subacquea e dal borsone ritrovati sul luogo del fallito attentato, non erano compatibili con quelle di Agostino e Piazza, smentendo così le dichiarazioni di Lo Forte.